# Pyro (Kings of Leon)
"Pyro" is een nummer van de Amerikaanse band Kings of Leon. Het nummer verscheen op hun album Come Around Sundown uit 2010. Op 9 december van dat jaar werd het nummer uitgebracht als de tweede single van het album.

## Achtergrond
"Pyro" is geschreven door alle groepsleden en geproduceerd door Angelo Petraglia en Jacquire King. Zanger Caleb Followill vertelde over de inspiratie voor het nummer: "Ik had een aantal coupletten geschreven omdat ik iets zat te kijken over radicale christenen die boven op de berg wonen en op een of andere manier raakte de FBI hierbij betrokken en vermoordde hen. En toen ging ik daarover schrijven en over een man die het allemaal zat was en hij dacht dat de wereld waarin hij leefde niet de perfecte wereld voor hem is en dus brandt hij het plat. Het is een van die nummers dat begint met iemand die denkt dat hij weet hoe alles zou moeten zijn en aan het einde heeft hij zoiets van, 'ik kan zo niet eens zijn'."
"Pyro" bereikte de Amerikaanse Billboard Hot 100 niet, maar kwam wel terecht in de Adult Alternative Songs-, de Alternative Songs- en de Hot Rock Songs-lijsten. Het werd een groot succes in Polen, waar het de nummer 1-positie bereikte. In Nederland behaalde het de Top 40 niet en bleef het steken op de derde plaats in de Tipparade, maar kwam het wel tot plaats 58 in de Single Top 100. In Vlaanderen kwam het tot plaats 42 in de Ultratop 50. In de videoclip van het nummer speelt de band in een bar, waarin zich een gevecht afspeelt. Aan het eind van de clip zweeft iedereen, met uitzondering van de band, naar het plafond.

## Hitnoteringen

### Single Top 100
| Hitnotering: 15-01-2011 t/m 09-04-2011 | Hitnotering: 15-01-2011 t/m 09-04-2011 | Hitnotering: 15-01-2011 t/m 09-04-2011 | Hitnotering: 15-01-2011 t/m 09-04-2011 | Hitnotering: 15-01-2011 t/m 09-04-2011 | Hitnotering: 15-01-2011 t/m 09-04-2011 | Hitnotering: 15-01-2011 t/m 09-04-2011 | Hitnotering: 15-01-2011 t/m 09-04-2011 | Hitnotering: 15-01-2011 t/m 09-04-2011 | Hitnotering: 15-01-2011 t/m 09-04-2011 | Hitnotering: 15-01-2011 t/m 09-04-2011 | Hitnotering: 15-01-2011 t/m 09-04-2011 | Hitnotering: 15-01-2011 t/m 09-04-2011 | Hitnotering: 15-01-2011 t/m 09-04-2011 | Hitnotering: 15-01-2011 t/m 09-04-2011 |
| Week                                   | 1                                      | 2                                      | 3                                      | 4                                      | 5                                      | 6                                      | 7                                      | 8                                      | 9                                      | 10                                     | 11                                     | 12                                     | 13                                     |                                        |
| -------------------------------------- | -------------------------------------- | -------------------------------------- | -------------------------------------- | -------------------------------------- | -------------------------------------- | -------------------------------------- | -------------------------------------- | -------------------------------------- | -------------------------------------- | -------------------------------------- | -------------------------------------- | -------------------------------------- | -------------------------------------- | -------------------------------------- |
| Positie                                | 76                                     | 82                                     | 86                                     | 73                                     | 73                                     | 95                                     | 81                                     | 69                                     | 58                                     | 62                                     | 61                                     | 75                                     | 77                                     | uit                                    |

### NPO Radio 2 Top 2000
| Nummer met noteringen in de NPO Radio 2 Top 2000 | '18  | '19  | '20  | '21  | '22  | '23  | '24  |
| ------------------------------------------------ | ---- | ---- | ---- | ---- | ---- | ---- | ---- |
| Pyro                                             | 1836 | 1753 | 1758 | 1760 | 1704 | 1865 | 1727 |

1. ↑  Een vetgedrukt getal geeft de hoogste notering aan.
2. ↑  2018 was het eerste jaar met een notering voor dit nummer.